# Massignac
Massignac – miejscowość i gmina we Francji, w regionie Nowa Akwitania, w departamencie Charente.
Według danych na rok 1990 gminę zamieszkiwało 451 osób, a gęstość zaludnienia wynosiła 19 osób/km² (wśród 1467 gmin regionu Poitou-Charentes Massignac plasuje się na 588. miejscu pod względem liczby ludności, natomiast pod względem powierzchni na miejscu 288.).